# 大埔墟站巴士總站
22°26′40″N 114°10′08″E / 22.44431°N 114.16878°E

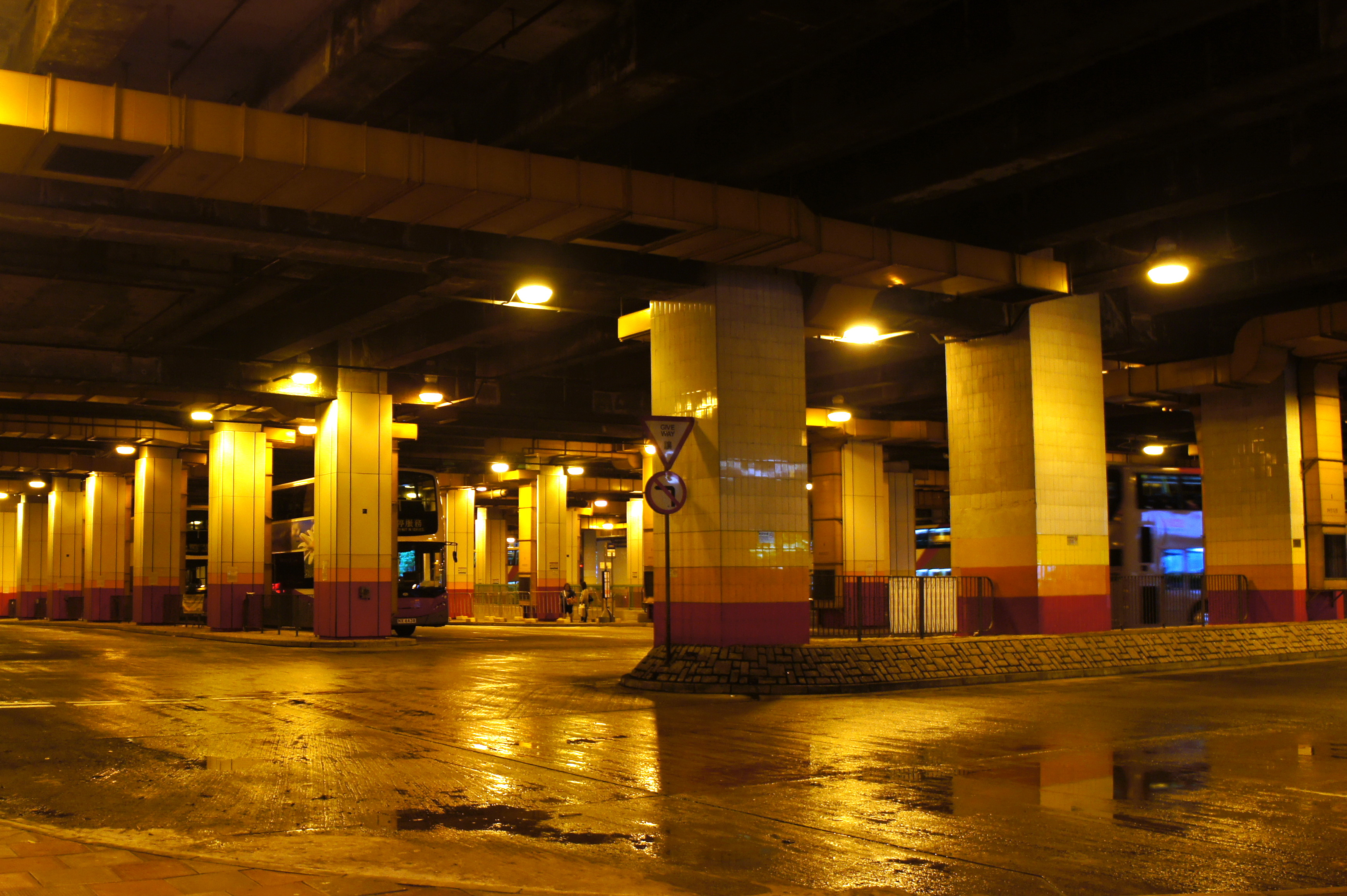
大埔墟站公共運輸交匯處

大埔墟站巴士總站（Tai Po Market Station Bus Terminus），位於運頭塘南運路9號新達廣場地面、大埔墟站大堂西南面的室內巴士總站，採用長條形平行式設計，供包括港鐵接駁巴士在內的專營巴士使用。
巴士總站東側，大埔墟站大堂正南方的「大埔墟站專綫小巴總站」（Tai Po Market Station Public Light Bus (Scheduled Service) Terminus），顧名思義專供專綫小巴使用，該站為露天長條形平行式設計，附建頂部並非密封的頂棚。小巴總站與車站大堂間的雅運路另有的士站。
除此以外，巴士總站以北的達運道路旁另有公眾上落客區，多條服務鄰近屋苑的居民巴士於該處設站。

## 歷史
九廣鐵路電氣化於1970年代末期開始進行，其中大埔墟車站由大埔墟仁興街舊址（後闢為香港鐵路博物館），改設於大埔墟東南面的運頭塘。大埔火車站巴士總站在1983年4月6日啟用，迎接翌日新大埔墟車站啟用。
新大埔墟火車站啟用時，巴士總站設於車站大堂正南方，即現在專綫小巴總站的位置，只設三條車坑（後增至四條），規模簡陋；車站一帶亦未有大型發展，途經D3路（即南運路）的巴士路線也不及現在多，但九鐵接駁巴士的出現使大埔墟火車站巴士總站日漸飽和。直至大埔新市鎮擴展，新鴻基地產投得大埔墟車站西南、巴士總站以西的空地興建新達廣場，巴士總站才開始擴建。
新達廣場於1991年入伙，其基座的有蓋室內巴士總站亦於1990年8月4日啟用，新巴士總站面積遠較舊總站龐大，解決了空間問題。原有巴士總站則遭拆卸，後來重建為專綫小巴總站及的士站，於1991年6月17日起以全新面貌繼續為大埔區居民服務。但前九鐵巴士50R線在服務期間仍在專綫小巴總站停泊。

### 車站命名
自1983年直至2007年兩鐵合併，運輸署與巴士公司皆以「大埔站」／「大埔火車站」命名毗連新大埔墟車站的巴士總站。然而，「大埔站」／「大埔車站」一名未曾作為此站相鄰鐵路車站之名稱，該站啟用後站名一直是「大埔墟車站」／「大埔墟站」。真正的「大埔車站」是指在火車電氣化時已遭廢止的大埔滘站（舊稱大埔車站）。
九巴在新大埔墟車站啟用的首二十五年間，一直以「大埔火車站巴士總站」（Tai Po KCR Station Bus Terminus；但布牌也曾採用「Tai Po Railway Station」譯名）稱呼附連該車站的巴士總站；2007年兩鐵合併，巴士公司則改以「大埔墟鐵路站」（Tai Po Market Railway Station）指代此總站，與鐵路車站的正確名稱看齊。2017年9月前後，龍運和九巴先後去除站名中「鐵路站」一詞，改此站站名為「大埔墟站」。
運輸署在刊憲劃定大埔墟站巴士總站為禁區時，曾先後採用「九廣鐵路大埔站之巴士總站」（Tai Po KCR Station Bus Terminus，1983年）和「大埔火車站之巴士總站」（Tai Po KCR Station Bus Terminus，1985年）名稱。後者襲用至1990年室內總站啟用之後，一直到2007年兩鐵合併才改為與鐵路站名一致的「大埔墟站巴士總站」。
港鐵接駁巴士另稱此站為「港鐵大埔墟站」（MTR Tai Po Market Station），取代兩鐵合併前九鐵巴士的「大埔墟車站」（Tai Po Market Station）稱呼。

## 總站路線資料（巴士）

### 九龍巴士63R線
- 大埔墟站 ↔ 林村許願樹
- (特別班次）

本線是一條新界郊區節日特別路線，只在春節（農曆新年）的假期期間的指定日子（年初一至年初三、農曆新年後第一個星期六、日）提供服務，以疏導到林村許願樹祈福及參與「香港許願節」活動的遊客，輔助九龍巴士64K線之服務。現時來往大埔墟鐵路站及林村許願樹之間，途經太和及吐露港公路，被九巴標榜為「特快路線」。

### 九龍巴士64K線
- 大埔墟站 ↔ 元朗（西）

本線提供元朗、錦田往來林村及大埔墟的巴士服務，於1953年4月1日正式投入服務，最初編號為23，經過多番更改編號，1983年4月7日起配合九廣東鐵（現稱港鐵東鐵綫）電氣化服務即將貫通至大埔墟改稱64K，並延長至本總站。

### 九龍巴士64P線
- 大埔墟站 → 嘉道理農場

於2019年3月18日投入服務，只在星期一至五下午至晚間提供服務。

### 九龍巴士264R線
- 天水圍（天耀邨） ↔ 大埔墟站

提供元朗往來大埔的巴士服務，為64K的輔助線，於2015年12月5日投入服務，只在星期六、日及公眾假期（1000至1900）提供服務。

### 九龍巴士71A線
- 富亨 ↔ 大埔墟站

本路線提供富亨邨及大埔中心往來大埔墟站的港鐵東鐵線接駁巴士服務，於1991年4月1日起投入服務，主要方便富亨邨居民接駁東鐵線。

### 九龍巴士71K線
- 太和 ↔ 大埔墟站

本路線是大埔區內路線，途經大埔區多個屋苑。

### 九龍巴士72C線
- 大美督 → 大埔墟站

本路線提供途經汀角路及鳳園前往大埔中心及大埔墟的巴士服務，於2014年12月29日投入服務，只於星期一至五早上繁忙時間提供服務。

### 九龍巴士74K線
- 大埔墟站 ↺ 三門仔（經香港教育大學）

本線提供來往三門仔及大埔墟站的巴士服務，於1976年8月16日正式投入服務。本線受制於新界專線小巴20K線的競爭，只在每天繁忙時間行駛，直到2011年12月19日才再次改為全日服務。

### 九龍巴士75K、75P線
- 75K:大美督 ↔ 大埔墟站

本線提供來往大美督及大埔墟站的巴士服務，於1961年6月18日正式投入服務。
- 75P:大美督 → 大埔墟站

本路線提供途經大美督特快前往廣福邨及大埔墟站的巴士服務，於2013年10月25日投入服務，只於星期一至五早上繁忙時間提供服務。

### 九龍巴士75R線
- 未有資料，請加入至Module:香港巴士/klnt。

### 九龍巴士275R線
- 大埔墟站 ↔ 烏蛟騰
- 大美督→大埔墟站

本線提供來往新娘潭及大埔墟站的郊遊巴士服務，於1997年6月8日正式投入服務。只在星期日及公眾假期提供服務。

### 九龍巴士K12、K14線
- K12:大埔墟站 ↔ 大埔八號花園

本線提供八號花園及大埔中心來往大埔墟站的東鐵綫接駁巴士服務。
- K14:大埔超級城 → 大埔墟站

本線提供大埔中心單向往大埔墟站的東鐵綫接駁巴士服務，只在晨早繁忙時間服務，不設回程。

### 九龍巴士K17線
- 大埔墟站 ↔ 富善

本線提供來往富善邨及大埔墟站的東鐵綫接駁巴士服務，星期日及公眾假期不提供服務。

### 九龍巴士K18線
- 大埔墟站 ↔ 廣福

本線提供來往廣福邨及大埔墟站的東鐵綫接駁巴士服務，星期日及公眾假期不提供服務。

### 九龍巴士N64P線
- 未有資料，請加入至Module:香港巴士/klnt。

## 途經路線資料（巴士）

### 九龍巴士71S線
- 富善邨 ↺ 廣福邨

本路線提供富善邨及廣福邨往來大埔墟站的港鐵東鐵線接駁巴士服務，於1989年9月3日投入服務，以替代K17及K18在假日停駛時的接駁服務。

### 龍運巴士A47X線、NA47線
- A47X:大埔（太和） ↔ 機場（地面運輸中心）

本路線提供太和、富蝶邨、富亨邨、大埔中心、大埔墟站及廣福邨往來機場及港珠澳大橋香港口岸的巴士服務，於2016年8月20日投入服務，2017年1月27日起延長至富亨邨，2023年8月13日起延長至太和。
- NA47:大埔（太和） ↔ 港珠澳大橋香港口岸（經機場客運大樓）

本路線提供太和、富蝶邨、富亨邨、大埔中心、大埔墟站、廣福邨、白石角及香港科學園往來機場及港珠澳大橋香港口岸的深宵巴士服務，於2017年4月8日投入服務，2023年8月13日起延長至太和。

## 總站路線資料（專線小巴）

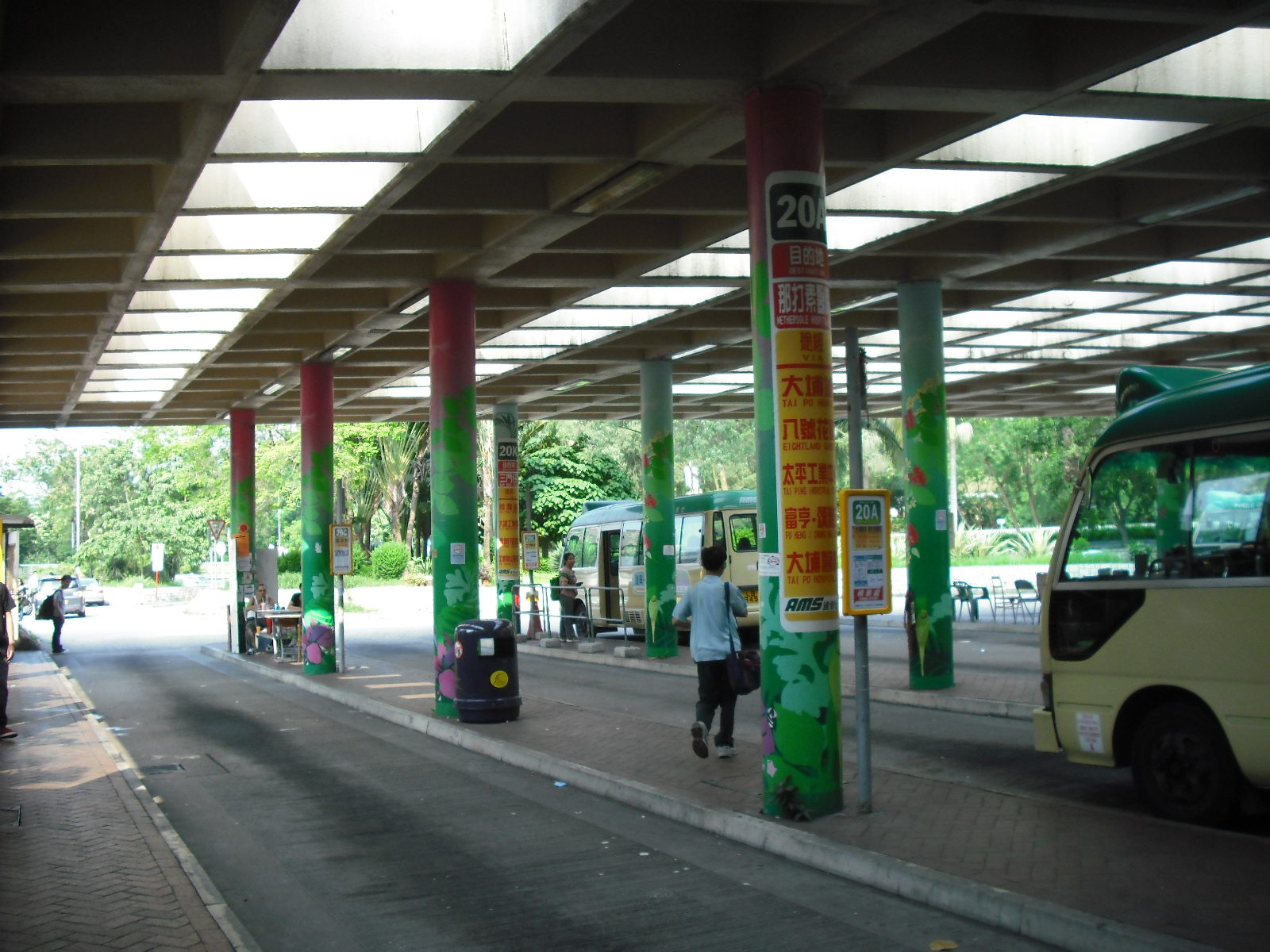
大埔墟站的小巴總站

### 新界區專線小巴20A線
- 大埔墟站 ↔ 大埔那打素醫院

來往大埔墟站至大埔那打素醫院，由進智公交營運

### 新界區專線小巴20B線
- 大埔墟站 ↔ 洞梓

來往大埔墟站至洞梓，由進智公交營運

### 新界區專線小巴20C線
- 大埔墟站 ↔ 大美督

來往大埔墟站至大尾篤，由進智公交營運

### 新界區專線小巴20E線
- 大埔墟站 ↔ 汀角村

來往大埔墟站至汀角村，由進智公交營運

### 新界區專線小巴20K線
- 大埔墟站 ↔ 三門仔

來往大埔墟站至三門仔，由進智公交營運

### 新界區專線小巴20P線
- 鳳園（嵐山） ↺ 大埔墟站

來往鳳園至大埔墟站，由進智公交營運

### 新界區專線小巴20R線
- 大埔墟站 ↔ 烏蛟騰

來往大埔墟站至烏蛟騰，由進智公交營運

### 新界區專線小巴20T線
- 慈山寺 → 大埔墟站

由慈山寺前往大埔墟站，由進智公交營運

### 新界區專線小巴20X線
- 大埔墟站 ↔ 大埔那打素醫院

來往大埔墟站至那打素醫院，由進智公交營運

### 新界區專線小巴28K線
- 大埔墟站 ↺ 沙田市中心

來往大埔墟站至沙田新城市廣場，經大埔公路

## 途經路線資料（專線小巴）

### 新界區專線小巴20S線
- 馬窩 ↺ 大埔墟

來往大埔墟（南盛街）至馬窩（循環線），由進智公交營運

### 新界區專線小巴23K線
- 大埔墟（運頭街） ↔ 新屋家

來往大埔墟（運頭街）至新屋家，由進智公交營運

### 新界區專線小巴23S線
- 大埔墟（寶鄉街） ↔ 打鐵屻

來往大埔墟（運頭街）至打鐵屻，由進智公交營運

## 外部連結
- 【開學】大埔墟逾300人等巴士　懷疑「燈神」亂閃累街坊 （页面存档备份，存于），HK01，2018年9月5日
- 港鐵大埔墟站巴士總站行人隧道 堅毅忍者障殘人士國際互助協會 （页面存档备份，存于）